# ナンセン難民賞
ナンセン難民賞（ナンセンなんみんしょう Nansen Refugee Award）とは、難民への顕著な功績をした個人ないし団体に対して、国際連合難民高等弁務官事務所 (UNHCR) が毎年授与する賞である。1954年にはじまり、以前は「ナンセン・メダル」と呼ばれていた。1979年からは、メダルのほか、10万ドルが授与される。名称は国際連盟の難民高等弁務官であったフリチョフ・ナンセンにちなむ。

## 受賞者
| 年   | 受賞者 |
| 1954 | エレノア・ルーズベルト（アメリカ）                                                                                     |
| 1955 | オランダ女王ユリアナ（オランダ）                                                                                       |
| 1956 | Dorothy D. Houghton（アメリカ）、ゲリット・ジャン・ヴァン・ハーヴェン・グートハート（オランダ）                        |
| 1957 | 赤十字赤新月社連盟 |
| 1958 | David Hoggett（イギリス）、Pierre Jacobsen*（フランス）                                                                |
| 1959 | Oskar Helmer（オーストリア）                                                                                           |
| 1960 | Christopher Chataway、Colin Jones、Trevor Philpott、Timothy Raison（ともにイギリス）                                   |
| 1961 | ノルウェー国王オーラヴ5世（ノルウェー）                                                                                |
| 1962 | Tasman Heyes（オーストラリア）                                                                                         |
| 1963 | The International Council for Voluntary Agencies                                                                       |
| 1964 | May Curwen（イギリス）、François Preziosi（イタリア）、Jean Plicque（フランス）                                        |
| 1965 | Lucie Chevalley（フランス）、Ana Rosa Schliepper de Martinez Guerrero*（アルゼンチン）、Jørgen Nørredam*（デンマーク） |
| 1966 | 受賞者無し |
| 1967 | ベルンハルト王子 (オランダ)                                                                                            |
| 1968 | Bernard Arcens（セネガル）、Charles H. Jordan*（アメリカ）                                                             |
| 1969 | Princep Shah（ネパール）                                                                                               |
| 1970 | 受賞者無し |
| 1971 | 受賞者無し |
| 1982 | ノルウェー王妃ソニア（ノルウェー）                                                                                     |
| 2001 | ルチアーノ・パヴァロッティ（イタリア）                                                                                 |
| 2006 | 金井昭雄 （日本） |
| 2007 | Katrine Camilleri |
| 2009 | エドワード・ケネディ（アメリカ）                                                                                       |

注：*は死後受賞